# Janusya tubuloreticulosa
 (août 2024).
Espèce
Janusya tubuloreticulosa est une espèce d'éponges calcaires de la famille des Clathrinidae. 

## Répartition
Janusya tubuloreticulosa se rencontre dans le Pacifique ouest en Indonésie à l'Est de Sumatra. Cette espèce est présente entre 5 et 15 m de profondeur.

## Classification
Le nom valide complet (avec auteur) de ce taxon est Janusya tubuloreticulosa (Van Soest & De Voogd (d) 2015).
L'espèce a été initialement classée dans le genre Arthuria sous le protonyme Arthuria tubuloreticulosa Van Soest & De Voogd, 2015,.
Janusya tubuloreticulosa a pour synonymes :
- Arthuria tubuloreticulosa Van Soest & De Voogd, 2015
- Arturia tubuloreticulosa Van Soest & De Voogd, 2015

### Étymologie
Son épithète spécifique, tubuloreticulosa, fait référence à la combinaison d'un réseau de tubes sur le substrat et de tubes dressés qui en dépassent.

### Publication originale
- (en) Rob W. M. Van Soest et Nicole J. de Voogd, « Calcareous sponges of Indonesia », Zootaxa, Magnolia Press (d), vol. 3951, no 1,‎ 30 avril 2015, p. 1–105 (ISSN 1175-5334 et 1175-5326, OCLC 49030618, PMID 25947831, DOI 10.11646/ZOOTAXA.3951.1.1, lire en ligne).